# الغواصة الألمانية يو-704
غواصة يو-704 غواصة يو بوت ألمانية من غواصة الفئة السابعة سي بنيت لسلاح بحرية ألمانيا النازية كريغسمارينه، في أحواض سي. ستولكن سون خلال الحرب العالمية الثانية.

## التصميم
كانت إزاحة الغواصة يو-704 تبلغ 769 طن عند السطح و871 طن أثناء الغوص، ويبلغ طولها الإجمالي 67.10 متر، وطول هيكل الغواصة 50.50 متر، وبعرض 6.20 متر، وارتفاع 9.60 متر، وغاطس 4.74 متر. وتم تزويد الغواصة بالطاقة بواسطة محركي ديزل سداسي الأسطوانات من طراز جيرمانياويرفت F46، ينتج قوة إجمالية تتراوح بين 2800 و3200 حصان للاستخدام أثناء السطح، ومحركين كهربائيين مزدوجين من طراز (بالإنجليزية: AEG GU 460/8-27) ينتج قوة إجمالية قدرها 750 حصان للاستخدام أثناء الغوص. وكان لها عمودان ومراوحتان بطول 1.23 متر. كانت الغواصة قادرة على العمل على عمق يصل إلى 230 متر.